# Oborci
Oborci su naseljeno mjesto u općini Donji Vakuf, Federacija Bosne i Hercegovine, BiH.

## Povijest
Kasnorimska bazilika čiji su ostatci na cesti Travnik - Donji Vakuf proglašena je nacionalnim spomenikom BiH 26. siječnja 2004. godine. Podignuta je na uzvisini Crkvini usred sela. Zbog brojnih devastacija od strane lovaca na blago i uporabe kamena za gradnju ostatci su jedva vidljivi, ali su svjedok naselja iz kasnog rimskog vremena.
Selo je pripadalo Primorskoj Hrvatskoj, Kraljevini Hrvatskoj, Bosni, banovini Šubića, herceštvu Hrvatinića. Naseljeno u srednjem vijeku. Iz tog vremena su ostatci gotičke bazilike.
Dana 13. rujna 1995. Vojska Republike Srpske počinila je masovni ratni zločin nad Bošnjacima-Muslimanima i Hrvatima otetim kod Mrkonjić Grada.

## Stanovništvo

### Popisi 1971. – 1991.
| Oborci             |              |              |              |
| godina popisa      | 1991.        | 1981.        | 1971.        |
| Muslimani          | 602 (92,33%) | 125 (71,42%) | 113 (88,97%) |
| Srbi               | 43 (6,59%)   | 10 (5,71%)   | 7 (5,51%)    |
| Hrvati             | 0            | 0            | 6 (4,72%)    |
| Jugoslaveni        | 1 (0,15%)    | 36 (20,57%)  | 1 (0,78%)    |
| ostali i nepoznato | 6 (0,92%)    | 4 (2,28%)    | 0            |
| ukupno             | 652          | 175          | 127          |

### Popis 2013.
| Oborci             |              |
| godina popisa      | 2013.        |
| Bošnjaci           | 599 (98,68%) |
| Srbi               | 1 (0,16%)    |
| Hrvati             | 0            |
| ostali i nepoznato | 7 (1,15%)    |
| ukupno             | 607          |

## Obrazovanje
U Oborcima se nalazi osnovna škola pod nazivom Treća osnovna škola Oborci.